# فوسفاتاز

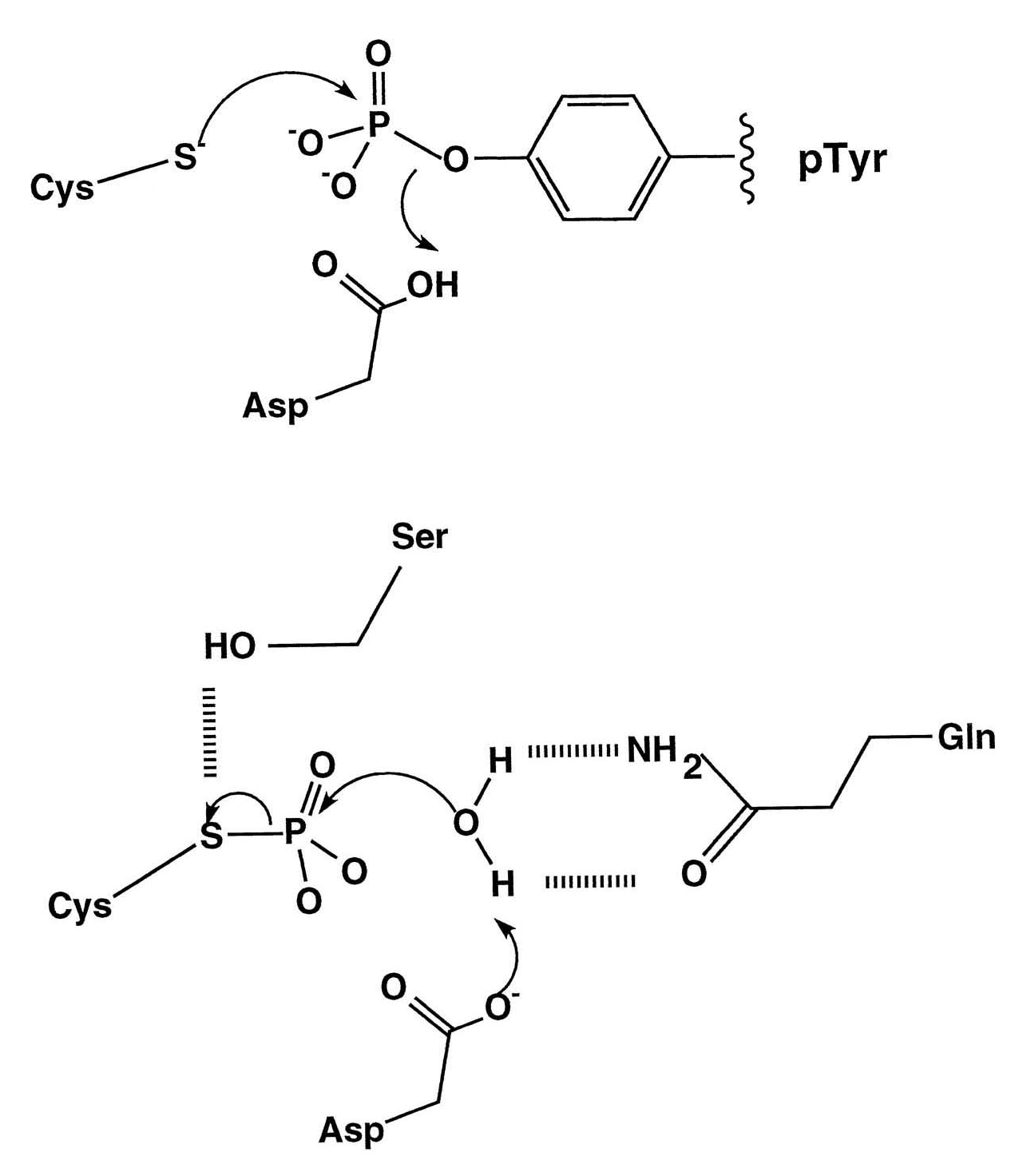
آلية نزع الفسفات التيروسين قبل السيستين CDP

الفوسفاتاز (بالإنجليزية: Phosphatase)‏ هو أنزيم يزيل مجموعة الفوسفات من الركيزة عن طريق حلمهة حمض الفوسفوريك إلى أيون الفوسفات وجزيء مع مجموعة الهيدروكسيل الحرة ( نزع الفسفات-Dephosphorylati)، التي نعلق مجموعات الفوسفات إلى ركائز الخاصة بهم باستخدام جزيئات حيوية مثل ATP. A الفوسفاتيز مشتركة في العديد من الكائنات الحية هو الفوسفاتيز القلوية.
فسفرة البروتين هو الشكل الأكثر شيوعا وأهمية من عكس البروتين و تعديله ما بعد النقل (PTM)، مع ما يصل إلى 30٪ من جميع البروتينات التي تم فسفرتها في أي وقت من الأوقات.

## الآلية
ان الفوسفاتاز الذي تعتمد على السيستين (CDPs) تقوم بتحفيز التحلل من السندات (phosphoester )عبر الفوسفات والسيستين الوسيطة .
والسيستين الحر والنيوكليوفيل تشكل سلسلة السندات مع الفوسفور والذي هو ذرة من شاردة الفوسفات، وPO السندات تقوم بربط مجموعة الفوسفات إلى التيروزين، إما عن طريق وضع مناسب للأحماض الأمينية وبقايا (ASP ) أو جزيء الماء. والفوسفات والسيستين وثم تتميه المتوسطة من قبل جزيء الماء آخر، وبالتالي تجديد الموقع النشط للتفاعل نزع الفسفات آخر.
فلزية phosphatases الفوسفاتاز تنسق اثنين من ايونات المعادن الأساسية المحفزة داخل موقعهم بالموقع. هناك حاليا بعض الارتباك على هوية هذه الأيونات المعدنية، والمحاولات المتتالية لتحديد تسفر وضعهم ولكن هناك إجابات مختلفة لذلك . بعض الأدلة تشير على أن هذه المعادن يمكن أن تكون حاليا مغنيسيوم، منغنيز، حديد، زنك، أو أي مزيج منها. ويعتقد أن أيون الهيدروكسيل سد اثنين من ايونات المعادن التي تشارك في أليف النواة في الهجوم على أيون الفوسفور .

## وصلات اضافية
- Phosphatases في المكتبة الوطنية الأمريكية للطب نظام فهرسة المواضيع الطبية (MeSH).